# Carrefour Móvil
Carrefour Móvil fue un operador móvil virtual (OMV) perteneciente al grupo Carrefour.
Fue el primer operador móvil virtual de España, al salir al mercado el 27 de octubre de 2006 bajo cobertura de Orange.

## Historia
Carrefour Móvil fue el primer operador móvil virtual de España e Italia.
El grupo Carrefour comenzó a ofrecer servicios de telefonía móvil por primera vez en febrero de 2006 en Bélgica con el nombre de 1Mobile (aunque más tarde pasó a llamarse Carrefour Mobile) con la colaboración de Effortel y usando la red móvil del operador enabler.
Unos meses más tarde, el 27 de octubre de 2006, comenzó a operar en España usando la red del operador francés Orange, convirtiéndose en el primer OMV de España y manteniéndose en el mercado hasta el 31 de diciembre de 2017.
Tras lanzar junto a Orange un OMV en España, llegó a un acuerdo con esta misma empresa para lanzar también un OMV en Francia, que salió al mercado francés en septiembre de 2007 bajo el nombre de Carrefour Mobile y se mantuvo hasta septiembre de 2012, fecha en la que pasó a ser una segunda marca de Orange.
Aunque unos meses antes, el 7 de julio de 2007, lanzó en Italia el primer operador móvil virtual italiano con el nombre de Carrefour UNO Mobile y utilizando la red de Vodafone.
En Grecia, al igual que en Italia, también ofrece servicio de telefonía móvil con red de Vodafone.
En 2008, Carrefour siguió aumentando su servicio de telefonía en más países de Europa entre los cuales destaca Polonia, donde fue OMV durante cuatro años desde el 9 de abril de 2008 con el nombre de Carrefour Mova Mobile.
En noviembre de 2008, lanzó su primer OMV fuera de Europa en Taiwán bajo el nombre de Carrefour Telecom.
En diciembre de 2008, Carrefour Móvil España contaba con 61.400 clientes.
El 19 de septiembre de 2012, después de cinco años ofreciendo servicio de telefonía móvil como un operador virtual en Francia, Carrefour cerró su OMV Carrefour Mobile pasando todas las líneas de sus clientes a Orange. Los responsables de Carrefour declararon que la decisión de dejar de prestar este servicio fue tomada debido a la llegada del operador Free Mobile al mercado francés con sus tarifas agresivas. Sin embargo, el 25 de septiembre de 2012, el operador renació empezando de cero con una nueva oferta tras un nuevo acuerdo con France Télécom. Esta vez, volvió como una segunda marca de Orange (de la misma forma que la compañía Amena en España) gestionada íntegramente por Orange Francia siendo simplemente un seudónimo de Orange bajo el cual la empresa ofrece una parte de sus tarifas con precios ventajosos.
El 30 de septiembre de 2012, después de cuatro años, Carrefour deja de prestar servicio de telefonía móvil vírtual en Polonia.

## Oferta comercial
Sencillo y barato fue el primer lema utilizado por Carrefour Móvil para promocionar sus servicios. La estrategia que utilizaba este operador virtual consiste en la oferta de una única tarifa simple, y más económica que la de los tres operadores líderes, así como la comercialización de sus servicios a través de los numerosos centros Carrefour y Carrefour Express.

## Servicios adicionales
Carrefour Móvil ofrecía un servicio de roaming que está disponible en más de 50 países.
Además, permitía el acceso a Internet 3G a través del móvil y el acceso a Internet HSDPA por medio de un módem USB, tanto para prepago como para contrato.